# کیتل

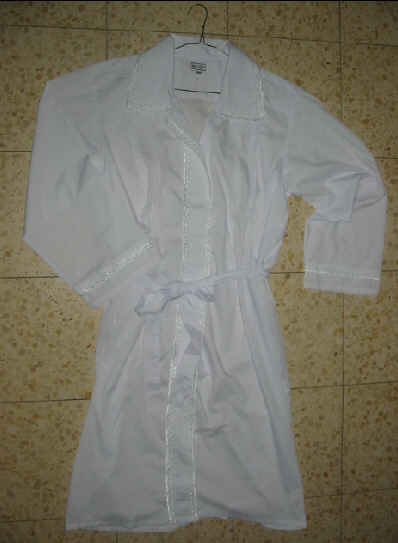
جامه کیتل

کیتل (به ییدیش: קיטל) لباده‌ای سفید رنگ از پارچه کتان یا الیاف پنبه است که برخی از افراد مذهبی یهودیان اشکنازی هنگام روزهای تعطیل در کنیسه یا در خانه، زمان برگزاری سدر پسح بر تن می‌کنند. دامادها گاهی اوقات این نوع جامه را می‌پوشند. همچنین در بین یهودیان مرسوم است که افراد فوت شده را با پوشاندن این جامه بر تن آنها، دفن نمایند.

## تاریخچه
در رسم و سنت اشکنازی، مردان متاهل در کنیسه هنگام برگزاری مراسم یوم‌کیپور، کیتل بر تن می‌کنند.   در کنیسه هایی که کمتر سنتی هستند، زن و مرد  کیتل می‌پوشند‌.